# Макклайн, Джамиль
Джамиль Макклайн (англ. Jameel McCline; 20 мая 1970, Гарлем, Нью-Йорк, США) — американский боксёр-профессионал, выступавший в тяжёлой весовой категории. Топ-боксёр начала XXI века.

## Профессиональная карьера
Дебютировал в октябре 1995 года. Второй поединок провёл в ноябре 1995 года, против более опытного соотечественника, непобеждённого Гэри Белла (6-0), и проиграл ему нокаутом в 1-м раунде. Четвёртый поединок свёл вничью против более опытного Альберта Уильямса (13-1). Затем проиграл по очкам Грэгу Прикрому (6-1). С 1997 стал непрерывно побеждать, и остановил непобеждённую серию многих начинающих боксёров. Так Макклайн нокаутировал Марка Уиттейкера (3-0), Курта Пэйджа (6-0), Роуина Уолса (5-0), Маркуса Хардена (2-0). В 2000 году свёл вничью поединки с Роном Гурреро (8-2) и Шерманом Уильямсом (17-5) и победил по очкам Седрика Филдса. В мае 2001 года победил бывшего чемпиона мира, Альфреда Коула.

### 21 июля 2001 года.Джамиль Макклайн —Майкл Грант
- Место проведения:  Сезарс Палас, Лас-Вегас, Невада, США
- Результат: Победа Макклайна нокаутом во 1-м раунде в 10-раундовом бою
- Статус: Рейтинговый бой
- Рефери: Тони Уикс
- Время: 0:43
- Вес: Макклайн 115,20 кг; Грант 117,90 кг
- Трансляция: HBO

В июле 2001 году Макклайн встретился Майклом Грантом. Первым же ударом - правым кроссом в челюсть - Макклайн послал Гранта в нокдаун. Грант неудачно упал, подвернув правую ногу. После возобновления поединка Макклайн попытался в сумбурной атаке его добить, а Грант пытался спастись в клинче. После того как рефери разнял их из клинча, Грант сообщил ему о том, что у него повреждена нога. Рефери прекратил поединок. Комментаторы HBO предположили, что нога сломана.

### 2001 — 2002
После этого Джамиль Макклайн одержал ещё 2 значимые победы над Лэнсом Уитакером, в котором завоевал континентальный титул Америки по версии WBC и Шэнноном Бриггсом.

### 7 декабря 2002 года.Владимир Кличко—Джамиль Макклайн
- Место проведения:  Мандалей Бэй Ресорт энд Казино, Лас-Вегас, Невада, США
- Результат: Победа Кличко техническим нокаутом в 10-м раунде в 12-раундовом бою
- Статус: Чемпионский бой за титул WBO в тяжёлом весе (5-я защита Кличко)
- Рефери: Джей Нейди
- Счет судей: 98—91, 99—90, 99—90
- Время: 3:00
- Вес: Маклайн 115,50 кг; Кличко 110,20 кг
- Трансляция: HBO
- Счёт неофициального судьи: Харольд Ледерман (89—82 Кличко) - оценки после 9-го раунда

В декабре 2002 года Маклайн встретился с Владимиром Кличко. Кличко доминировал весь бой. В конце 10-го раунда он провёл несколько хуков в голову. Макклайн оказался в нокдауне. Американец с трудом встал на счёт 10. В это же время прозвучал гонг. В перерыве между 10-м и 11-м раундами угол Макклайна принял решение снять своего бойца с поединка. Рефери Джей Нейди зафиксировал технический нокаут.

### 3 октября 2003 года.Джамиль Макклайн —Седрик Босвелл
- Место проведения:  Мандалей Бей Ресорт энд Касино, Лас-Вегас, Невада, США
- Результат: Победа Макклайн техническим нокаутом в 10-м раунде в 10-раундовом бою
- Статус: Рейтинговый бой
- Рефери: Кенни Бейлесс
- Время: 2:07
- Вес: Макклайн 122,00 кг; Босвелл 103,40 кг
- Трансляция: Showtime ShoBox

В октябре 2003 года Джамиль Макклайн вышел на ринг против непобежденного Седрика Босвелла. В начале 10-го раунда Макклайн провел серию хуков с обеих рук после которой Босвелл оказался в нокдауне. Он встал на счет 7. Макклайн бросился его добивать, но Босвелл постоянно вязал его. За минуту до конца раунда рефери Кенни Бейлесс в очередной раз попытался разнять бойцов из клинча, но Босвелл не отпускал противника. Рефери это надоело и он прекратил бой.

### 15 апреля 2004 года.Джамиль Макклайн —Уэйн Ллевеллин
- Место проведения:  Хаммерстайн Баллрум, Нью-Йорк Сити, Нью-Йорк, США
- Результат: Победа Макклайна техническим нокаутом в 1-м раунде в 10-раундовом бою
- Статус: Рейтинговый бой
- Рефери: Эдди Коттон
- Время: 2:07
- Вес: Макклайн 124,50 кг; Ллевеллин 110,20 кг
- Трансляция: Showtime ShoBox

В апреле 2004 года Макклайн вышел на ринг против Уэйна Ллевеллина. С первой же секунды боя Макклайн прижал противника в канатам и начал избивать, тот изредка отбивался. Однако под градом ударов Ллевеллин упал на колени. Он сразу же поднялся. Рефери отсчитал нокдаун. После возобновления поединка Макклайн принялся сумбурно добивать противника. Ллевеллин попытался клинчевать. В это время рефери Эдди Коттон сказал "Стоп". Однако Макклайн, проигнорировав команду, провёл левый хук в челюсть, и Ллевеллин упал на колено. Он сразу же поднялся, и рефери отсчитал ему нокдаун. Во время этой атаки Ллевеллин получил рассечение над правым глазом. Дальше бой продолжался в обоюдной рубке. В конце раунда Макклайн в контратаке провёл двойку в голову, и Ллевеллин в 3-й раз упал. Он вновь сразу же поднялся, но рефери Эдди Коттон прекратил поединок. В бою действовало правило 3-х нокдаунов.

### 2004 — 2007
В 2004 году вновь получил шанс стать чемпионом, однако проиграл раздельным решением судей Крису Бёрду.

### 23 апреля 2005 года.Кэлвин Брок—Джамиль Макклайн
- Место проведения:  Сезар Палас, Лас-Вегас, Невада, США
- Результат: Победа Брока единогласным решением в 10-раундовом бою
- Статус: Рейтинговый бой
- Рефери: Джо Кортес
- Счет судей: Билл Грэхем (97—93), Гленн Троубридж (96—93), Кэрол Кастеллано (96—94) - все в пользу Брока
- Вес: Брок 98,90 кг; Макклайн 120,20 кг
- Трансляция: ESPN PPV
- Счёт неофициального судьи: Тэдди Атлас (97—93 Брок)

В апреле 2005 года Макклайн встретился с Кэлвином Броком. Брок контролировал большую часть боя. В 7-м раунде Макклайн левым хуком отправил Брока на настил. После этого он попытался его добить, но не смог. Брок победил по очкам единогласным решением судей.
- следующий бой проиграл по очкам джорнимену, Зури Лоуренсу.

### 20 января 2007 года.Николай Валуев—Джамиль Макклайн
- Место проведения:  Ст. Якоб Халле, Базель, Швейцария
- Результат: Победа Валуева техническим нокаутом в 3-м раунде в 12-раундовом бою
- Статус: Чемпионский бой за титул WBA в тяжёлом весе (3-я защита Валуева)
- Рефери: Джон Койл
- Время: 3:00
- Вес: Валуев 146,20 кг; Макклайн 121,70 кг
- Трансляция: ARD (Германия)

В январе 2007 года Макклайн боксировал против Николая Валуева, бой с которым был признан самым «большим» боем в истории бокса. Суммарная масса бойцов составила 267,9 килограмм, а рост — 411 сантиметров. На последней секунде 3-го раунда Макклайн выбросил левый хук, который прошёлся мимо, и Макклайн не удержавшись на ногах, свалился на канвас. Он не смог подняться, сославшись на травму левой ноги. Бой был остановлен, и победу техническим нокаутом в 3-м раунде присудили россиянину

### 6 октября 2007 года.Сэмюэл Питер—Джамиль Макклайн
- Место проведения:  Мэдисон Сквер Гарден, Нью-Йорк Сити, Нью-Йорк, США
- Результат: Победа Питера единогласным решением судей в 12-раундовом бою
- Статус: Временный титул WBC в тяжелом весе (1-я защита Питера)
- Рефери: Майк Ортега
- Счет судей: Билл Костелло (115-110), Стив Вейсфелд (115-111 Тони), Джули Ледерман (113-112 Питер) - все в пользу Питера
- Вес: Питер 113,40 кг; Макклайн 120,70 кг
- Трансляция: Showtime
- Счёт неофициальных судей: Кейт Айдек (104-103 Питер), Джордж Уиллис (103-103), Майкл Вудс (106-102 Питер) - все оценки после 11-го раунда

В октябре 2007 года состоялся бой между Джамилем Макклайном и Сэмюэлем Питером. Макклайн во 2-м раунде на последней секунде послал Питера в нокдаун. В 3-м раунде он также дважды посылал в нокдаун противника. Затем Питер выровнял положение в бою. По итогам боя судьи единогласно объявили Питера победителем. Макклайн, не довольный решением, демонстративно ушёл с ринга, не дав полноценного интервью телеканалу Showtime.

### 2007 — 2012
В марте 2008 года вышел на бой с бывшим чемпионом мира Джоном Руисом в элиминаторе WBC. Руис победил по очкам. В следующем бою Макклайн победил Майка Моло. В апреле 2009 года, Макклайн проиграл нокаутом непобеждённому американскому проспекту, Крису Арреоле. После такого сильного поражения Макклайн ушёл из бокса. Но через два с половиной года Джамиль решил вернуться. Нокаутировал джорнимена Денниса Маккени в декабре 2011 года, и проиграл по очкам джорнимену  Гарольду Сконьерсу в начале 2012 года. Затем в марте раздельным решением судей победил Ливина Кастильо, и вышел на ринг с молодым польским боксёром, Артуром Шпилькой.

### 30 июня 2012Джамиль МаКлайн —Артур Шпилька
- Место проведения:  Атлас Арена, Лодзь,Польша
- Результат: Победа Шпильки единогласным решением в 10-раундовом бою
- Статус: Рейтинговый бой
- Рефери: Даниэль Ван Де Вил
- Счет судей: Предраг Алексис (94-98), Мирослав Брозио (94-97), Лезек Янковяк (93-98)- всё в пользу Шпильки
- Вес: Шпилька 103,7 кг; Макклайн 124,5 кг
- Трансляция: Castl veon
- Счёт неофициальных судей:

В июне Маклайн встретился с непобеждённым польским супертяжем Артуром Шпилькой. Бой получился не очень зрелищным. Шпилька неожиданно победил по очкам.

### 8 сентября 2012 года.Магомед Абдусаламов — Джамиль Макклайн
|                  |                                                                             |                                                                             |
| Соперник         | Магомед Абдусаламов                                                         | Магомед Абдусаламов                                                         |
| Место проведения | СК Олимпийский, Москва, Россия                                              | СК Олимпийский, Москва, Россия                                              |
| Результат        | Победа Абдусаламова техническим нокаутом во 2-м раунде, в 12-раундовом бою. | Победа Абдусаламова техническим нокаутом во 2-м раунде, в 12-раундовом бою. |
| Статус           | Бой за вакантный титул WBC США (USNBC)                                      | Бой за вакантный титул WBC США (USNBC)                                      |
| Рефери           | Даниэль Ван Де Виль                                                         | Даниэль Ван Де Виль                                                         |
| Время            | 2:57 минут                                                                  | 2:57 минут                                                                  |
| Трансляция       | RTL, Интер, Россия-2                                                        | RTL, Интер, Россия-2                                                        |
|                  | Абдусаламов                                                                 | Макклайн                                                                    |
| Вес              | 104 кг.                                                                     | 120 кг.                                                                     |

Данный поединок был главным событием андерката Московского боксёрского шоу, главным поединком которого был бой Виталия Кличко с Мануэлем Чарром.
Бой начался очень активно. Уже на первой минуте первого раунда, американец отправил Магомеда в нокдаун. Дагестанец впервые за боксёрскую карьеру оказался в нокдауне. Магомед оправился, и плавно выровнял этот раунд. В конце второго раунда, правым прямым ударом, Магомед отправил Макклайна в тяжёлый нокдаун. Американец с трудом встал на счёт 10, но рефери глядя в глаза Макклайна, прекратил бой. Американец с решением не спорил.